# منتزه الشعب الترفيهي
يقع متنزه الشعب الترفيهي في منطقة الشعب بالكويت، ويعد واحد من ضمن أهم المراكز الترفيهية بالدولة، ويتألف من مساحات كبيرة من الحدائق والخضرة وأكثر من 70 لعبة متنوعة، كما يضم صالة للتزلج على الجليد ومطاعم ومسارح ومحالات تجارية للهدايا والتذكارات، وعيادة طبية ومصلى للنساء والرجال ومرافق تراعي ذوي الاحتاجيات الخاصة، ومن أبرز معالم المنتزه «متحف الغرائب والعجائب صدق أو لا تصدق» الذي يعتبر الوحيد من نوعه بالشرق الأوسط.